# آی‌شتتن
آی‌شتِتِن (به آلمانی: Aystetten) یک شهر در آلمان است که در آوگسبورگ واقع شده‌است.